# Planodema griseolineatoides
Planodema griseolineatoides är en skalbaggsart som beskrevs av Stefan von Breuning 1977. Planodema griseolineatoides ingår i släktet Planodema och familjen långhorningar.
Artens utbredningsområde är Zimbabwe. Inga underarter finns listade i Catalogue of Life.